# عثمان بن حنيف
عُثْمَانُ بْنُ حُنَيفِ بْنِ وَاهِبِ بْنِ العُكَيمِ بْنِ ثَعْلَبَةَ بْنِ الحَارِث بن مَجْدَعَةَ بن عَمْرو بن حَنَش بن عوف بن عَمْرِو بن عوف بن مالك بن الأوس صحابي من الأنصار من بني حنش بن عوف من الأوس. شهد مع النبي محمد المشاهد كلها بعد بدر، وولاًه عمر بن الخطاب خراج سواد العراق، ثم ولاه علي بن أبي طالب البصرة قبل موقعة الجمل، وتوفي في خلافة معاوية بن أبي سفيان.

## سيرته
أسلم عثمان بْنُ حُنَيف، وشهد مع النبي محمد المشاهد كلها بعد غزوة بدر. وبعد وفاة النبي محمد، وفتح العراق، وجّهه عمر بن الخطاب على خراج سواد العراق، وجعل له راتبًا كل يوم ربع شاة وخمسة دراهم، وأمره بأن يمسح أراضي السواد ليُقدّرها، فبلغ خراجها في السنة الأولى 80 مليون درهم، ثم نما إلى 120 مليون درهم بعد ذلك.
بعد مقتل عثمان بن عفان، بعثه علي بن أبي طالب واليًا على البصرة، فلم يزل بها حتى دخلها طلحة بن عبيد الله والزبير بن العوام قبل موقعة الجمل، فأخرجوه منها. وذكر الذهبي في سير أعلام النبلاء وابن كثير في البداية والنهاية انة لما تم أسر عثمان بن حنيف نتفت شعر لحيته وحاجبيه وأشفار عينيه
وسكن عثمان بن حنيف بعدئذ الكوفة، حتى توفي في خلافة معاوية بن أبي سفيان. وكان له من الولد عثمان بن عثمان أمه أم سعد بنت سعد بن أبي وقاص؛ وحارثة بن عثمان أمه من كندة؛ وعبد الله والبراء ومحمد وعبد الله وأم سهل أمهاتهم لأمهات أولاد.

## روايته للحديث النبوي
- روى عن: النبي محمد ﷺ.[7]
- روى عنه: ابن أخيه أبو أمامة بن سهل بن حنيف وابنه عبد الرحمن بن عثمان بن حنيف وهانئ بن معاوية الصدفي[2] وعبيد الله بن عبد الله بن عتبة وعمارة بن خزيمة بن ثابت ونوفل بن مساحق.[7]
- مروياته: روى له البخاري في الأدب المفرد، كما روى له الترمذي والنسائي ومحمد بن ماجه.[7]